# Lincolnshire
Lincolnshire (förkortat Lincs) är ett ceremoniellt och administrativt grevskap i England. Det gränsar till Norfolk, Cambridgeshire, Northamptonshire, Rutland, Leicestershire, Nottinghamshire, South Yorkshire och East Riding of Yorkshire. Gränsen mot Northamptonshire är Storbritanniens kortaste grevskapsgräns, bara 19 meter. Huvuddelen av grevskapet ligger i regionen East Midlands, men de båda enhetskommunerna North Lincolnshire och North East Lincolnshire i norr hör till regionen Yorkshire och Humber.
Huvudort i Lincolnshire är Lincoln. Grevskapsblomma är skogsviolen och den inofficiella grevskapshymnen heter The Lincolnshire Poacher, en folkvisa från ungefär 1776.

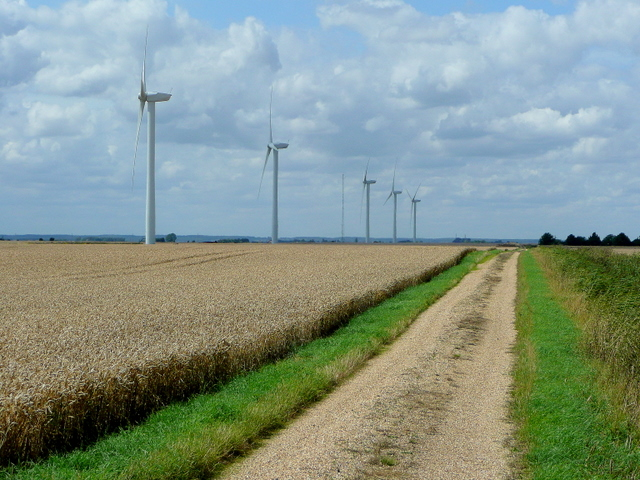
Stora delar av Lincolnshire utgörs av låglänt åkermark.

## Geografi
Lincolnshire är Englands näst största ceremoniella grevskap. Det är huvudsakligen landsbygd, utan större städer. Undantaget är enhetskommunerna vid Humber i norr, där Grimsby och Cleethorpes tillsammans har över 100 000 invånare, och Scunthorpe 62 000. Detta område är också det mest industrialiserade i grevskapet. Andra viktigare orter (med befolkning inom parentes) är Lincoln (85 000), Boston (35 000), Grantham (34 000), Spalding (22 000), Stamford (19 000) och The Deepings (15 000).
I Lincolnshire finns också det backiga området Lincolnshire Wolds och en del av våtmarkerna The Fens, som idag till stora delar är utdikade. Många samhällen i grevskapet har fortfarande marknad varje vecka.

## Historia
Det område som idag är Lincolnshire befolkades av den keltiska stammen icener före romarnas erövring av Britannien år 43. Flera förromerska gravhögar har hittats nära Boston och Frampton.
Romarna byggde tre större vägar och flera mindre genom Lincolnshire. De större var Ermine Street (London till York via Stamford, Lincoln och Winteringham), Fosse Way (Lincoln till Exeter) och Tillbridge Lane (Lincoln till York via Marton och Littleborough). De byggde också Foss Dyke, den äldsta kanalen i England, mellan Trent vid Torksey och Witham vid Lincoln. Kanalen används än idag.
Romarna lämnade Britannien under 400-talet och under de följande århundradena skedde den anglosaxiska erövringen. Först var Lincolnshire ett eget kungarike under namnet Lindsey, men mellan 600- och 800-talen var det en del av Mercia. Under den merciske kungen Alfred den store delades marken upp enligt medeltida engelska måttenheter. 768 invaderades Lincolnshire av danerna och cirka 100 år senare blev området en del av Danelagen.
En tid efter normandernas erövring av England delades Lincolnshire upp i tre delar: Lindsey i norr, Holland i sydost och Kesteven i sydväst. Dessa delar kom i vissa sammanhang att betraktas som egna grevskap ända fram till 1974, då de förenades under ett landsting.
Under engelska inbördeskriget hölls Lincolnshire av parlamentet och var strategiskt viktigt som en förbindelse mellan det parlamentariska sydöstra England och arsenalen i Kingston upon Hull, förbi det rojalistiska inlandet. Därför gjorde Karl I:s trupper också många räder in i Lincolnshire och höll Crowland i söder en period.
Före och under andra världskriget fanns många RAF-baser i Lincolnshire. Den glesa bebyggelsen, det platta landskapet och det relativt korta avståndet till Tyskland gjorde grevskapet lämpligt för flygbaser. Efter kriget stängdes de flesta baserna, men det finns fortfarande flera kvar.
Under sin tid på RAF:s officershögskola i Cramwell började Frank Whittle utveckla jetmotorn. Det var också vid Cramwell som Storbritanniens första jetplan, Gloster E.28/39, genomförde sin jungfruflygning 15 maj 1941.
År 1974 ersattes landstingen i Holland, Kesteven och större delen av Lindsey av det nya Lincolnshires landsting. Norra delen av Lindsey, inklusive den landstingsfria staden Grimsby, slogs ihop med East Riding of Yorkshire, inklusive den landstingsfria staden Kingston upon Hull, till det nya grevskapet Humberside. Humberside upplöstes 1996 och delarna söder om Humber återfördes till Lincolnshire som enhetskommuner.

## Politik
Lincolnshire har elva ledamöter i Storbritanniens parlament.

## Administrativ indelning
Det administrativa grevskapet Lincolnshire omfattar hela det ceremoniella grevskapet Lincolnshire med undantag för det område som administreras av enhetskommunerna North Lincolnshire och North East Lincolnshire.
| Nr | Distrikt / Enhetskommun                    | Administrativt grevskap                    | Distrikt i det ceremoniella grevskapet Lincolnshire               |
| -- | ------------------------------------------ | ------------------------------------------ | ----------------------------------------------------------------- |
| 1  | Lincoln                                    | Lincolnshire                               | Rött: Administrativa grevskapet Lincolnshire Gult: Enhetskommuner |
| 2  | North Kesteven (huvudort Sleaford)         | Lincolnshire                               | Rött: Administrativa grevskapet Lincolnshire Gult: Enhetskommuner |
| 3  | South Kesteven (huvudort Grantham)         | Lincolnshire                               | Rött: Administrativa grevskapet Lincolnshire Gult: Enhetskommuner |
| 4  | South Holland (huvudort Spalding)          | Lincolnshire                               | Rött: Administrativa grevskapet Lincolnshire Gult: Enhetskommuner |
| 5  | Boston                                     | Lincolnshire                               | Rött: Administrativa grevskapet Lincolnshire Gult: Enhetskommuner |
| 6  | East Lindsey (huvudort Horncastle)         | Lincolnshire                               | Rött: Administrativa grevskapet Lincolnshire Gult: Enhetskommuner |
| 7  | West Lindsey (huvudort Gainsborough)       | Lincolnshire                               | Rött: Administrativa grevskapet Lincolnshire Gult: Enhetskommuner |
| 8  | North Lincolnshire (huvudort Scunthorpe)   | North Lincolnshire (huvudort Scunthorpe)   | Rött: Administrativa grevskapet Lincolnshire Gult: Enhetskommuner |
| 9  | North East Lincolnshire (huvudort Grimsby) | North East Lincolnshire (huvudort Grimsby) | Rött: Administrativa grevskapet Lincolnshire Gult: Enhetskommuner |

## Ekonomi

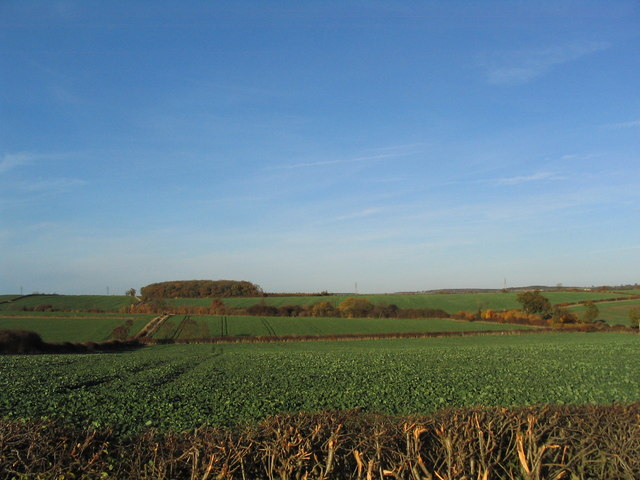
Jordbruk i Lincolnshire.

Lincolnshire har en viktig jordbruksnäring. I grevskapet odlas vete, korn, sockerbetor och raps. I den bördiga södra delen odlas vitkål, blomkål och lök.
Mekaniseringen av jordbruket under slutet av 1800-talet gjorde många jordbruksarbetare arbetslösa, men de fick ofta anställning på de stora tillverkningsföretag som växte fram i grevskapet under samma period.

## Transport
Lincolnshire ligger lite avsides i England och har därför sämre kommunikationer än många andra delar av Storbritannien. Det finns få fyrfältsvägar, och den enda egentliga motorvägen är M180 i grevskapets nordligaste del. På grund av den i förhållande till många andra delar av England låga befolkningstätheten finns det också få järnvägsstationer i grevskapet, trots att ostkuststambanan passerar genom det.

## Kultur
Céilidh, en traditionell keltisk dansform, är populär i Lincolnshire, likaså fiske i de många floderna och kanalerna. De största evenemangen är jordbruksmässan i sista veckan i juni, och RAF:s flyguppvisning i Waddington, som båda drar mer än 100 000 besökare.